# Kodogo
Kodogo est une localité située dans le département de Pissila de la province du Sanmatenga dans la région Centre-Nord au Burkina Faso.

## Géographie
Kodogo se trouve à 10 km au nord-est d'Issaogo et à environ 15 km au sud-est de Pissila, le chef-lieu du département.

## Éducation et santé
Le centre de soins le plus proche de Kodogo est le centre de santé et de promotion sociale (CSPS) de Issaogo tandis que le centre hospitalier régional (CHR) se trouve à Kaya.
Kodogo possède une école primaire publique.